# Saint-Michel-de-Volangis
 Saint-Michel-de-Volangis  es una comuna y población de Francia, en la región de Centro, departamento de Cher, en el distrito de Bourges y cantón de Les Aix-d'Angillon.
Está integrada en la Communauté d'agglomération Bourges Plus.

## Demografía
| 360 | 369 | 565 | 316 | 370 | 327 | 372 | 322 | 335 | 328 | 307 | 277 | 289 | 250 | 278 | 296 | 276 | 286 | 282 | 286 | 260 | 260 | 267 | 249 | 220 | 221 | 216 | 176 | 169 | 261 | 334 | 331 | 405 | 439 |
| Para los censos de 1962 a 1999 la población legal corresponde a la población sin duplicidades (Fuente: INSEE [Consultar]) |     |     |     |     |     |     |     |     |     |     |     |     |     |     |     |     |     |     |     |     |     |     |     |     |     |     |     |     |     |     |     |     |     |